# Jáchym z Fiore

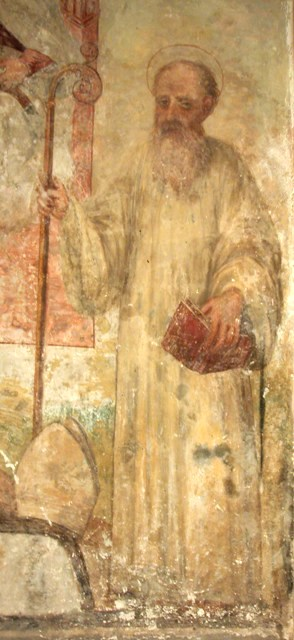
Gioacchino da Fiore (freska, 1573)

Jáchym z Fiore, italsky Gioacchino da Fiore [džoakíno] a latinsky Joachim de Floris (kolem 1135, Celico u Cosenzy v Kalábrii – 30. března 1202, opatství Fiore v Kalabrii) byl italský mnich, spekulativní teolog, mystik a milenarista.

## Život
Narodil se v zámožné rodině notáře, vzdělával se v Cosenze a pracoval jako notář v Palermu na Sicílii. V roce 1159 vykonal pouť do Svaté země a v Jeruzalémě prožil duchovní obrácení, takže potom žil několik let jako poustevník a potulný kazatel. Vstoupil do cisterciáckého kláštera v Sambucine a potom v Corazzu, kde byl patrně 1168 vysvěcen na kněze. Zcela se věnoval studiu Bible, zejména knihy Zjevení Janova, a roku 1177 byl proti své vůli zvolen opatem.
Roku 1182 ho papež Lucius III. na jeho žádost úřadu zprostil a Jáchym pak vystřídal několik klášterů, kde usilovně studoval a diktoval své spisy. Kolem 1190 založil klášter ve Fiore v Kalábrii, kde také zemřel. Svou opravdovostí a způsobem života si získal velkou autoritu i u dalších papežů a Dante Alighieri ho v Božské komedii představuje mezi světci. Jeho svátek se slaví 29. května.

## Učení
Veliký vliv si Jáchym získal svým výkladem dějin na základě Boží Trojice a Zjevení Janova. Podle Jáchyma se totiž dějiny dělí do tří období:
- období Boha Otce, kdy platil Starý zákon a které skončilo příchodem Kristovým;
- období Syna, kdy platí Nový zákon, ale církev musí mít svoji hierarchii a řády; toto období mělo skončit roku 1260, kdy začne
- období Ducha svatého, to znamená čisté svobody, kdy bude vládnout pouze láska.

Toto pojetí se neobyčejně rychle šířilo, ale po Jáchymově smrti bylo odmítnuto Lateránským koncilem (1215) i Tomášem Akvinským a nakonec roku 1263 odsouzeno jako hereze. Nicméně i dále ovlivňovalo františkánské „spirituály“, Bratří svobodného Ducha a další, zejména pozdně středověká anarchická hnutí.
Myšlenka trojice dějinných období se od 16. století obecně prosadila, ruští carové prohlásili Moskvu za „Třetí Řím“ a ještě Hitlerova Třetí říše se původně opírala o představu následnosti středověké, Bismarckovy a nacistické říše.

## Dílo

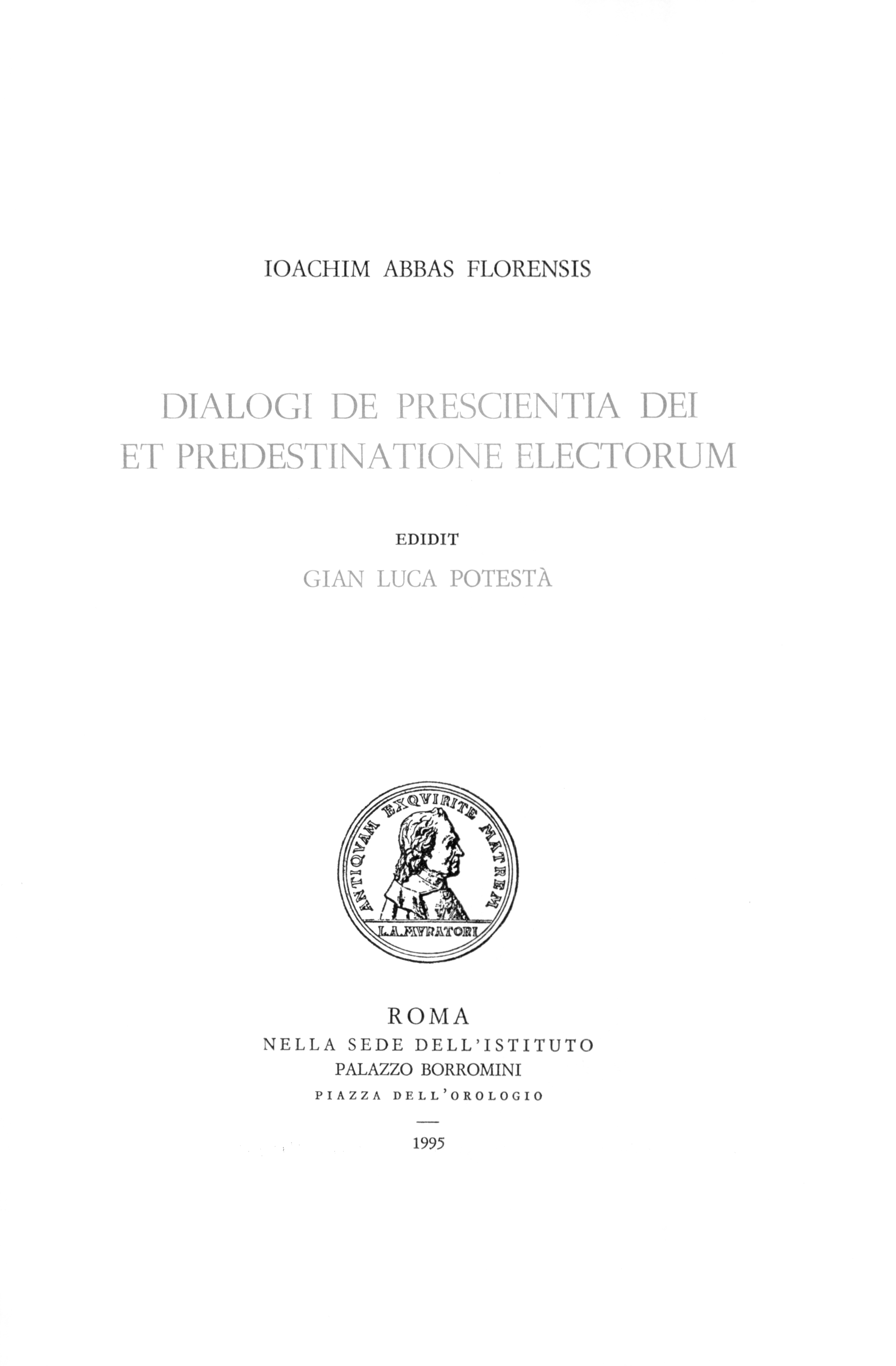
Dialogi de prescientia Dei

- Liber Concordiae Novi ac Veteris Testamenti („Soulad Starého a Nového zákona“), jeho nejvýznamnější dílo.
- Expositio in Apocalipsim („Výklad knihy Zjevení“)
- Psalterium Decem Cordarum („Žaltář o deseti strunách“)
- De ultimis tribulationibus („O trápeních poslední doby“)
- Tractatus super quattuor Evangelia („Traktát o čtyřech evangeliích“).

Kromě toho se mu neprávem připisovala řada dalších spisů, zejména Vaticinia de Summis Pontificibus, kniha proroctví o budoucnosti papežství.
Ve 13. století byla z jeho spisů sestavena – pravděpodobně ve františkánském prostředí – kompilace nazvaná Introductorius in Evangelium aeternum, známá pod zkráceným názvem Evangelium aeternum (Věčné evangelium)